# Mezzi della grazia
L'espressione mezzi della grazia è usata nella teologia cristiana per indicare quegli strumenti attraverso i quali Dio comunica la Sua grazia.
I mezzi della grazia sono diversi e si distinguono in primari e secondari.

## I mezzi della grazia primari
I principali ed essenziali mezzi della grazia sono: 
- le Sacre Scritture dalle quali si deriva l'intera conoscenza della fede cristiana. Lo scopo primario per cui le Sacre Scritture ci sono date è quello di comunicarci la grazia salvifica dell'Evangelo di Gesù Cristo. ("...le sacre Scritture, le quali possono darti la sapienza che conduce alla salvezza mediante la fede in Cristo Gesù" 2 Timoteo 3:15; "...questi sono stati scritti, affinché crediate che Gesù è il Cristo, il Figlio di Dio, e, affinché, credendo, abbiate vita nel suo nome" Giovanni 20:31).
- la predicazione, che è la proclamazione della verità dinamica dell'Evangelo, mezzo di grazia della massima importanza. ("...nel suo nome si sarebbe predicato il ravvedimento per il perdono dei peccati a tutte le genti" Luca 24:47; "mi sarete testimoni ... fino all'estremità della terra" Atti 1:8; "il vangelo ... potenza di Dio per la salvezza di chiunque crede" Romani 1:16; cfr. 10:11-15; "Cristo non mi ha mandato a battezzare ma a evangelizzare ... Poiché la predicazione ... è la potenza di Dio" 1 Corinzi: 1:17,18 cfr. v. 23).
- l'evangelizzazione e la personale testimonianza della fede.

## I mezzi della grazia secondari
Vi sono però anche i mezzi per rafforzare nel credente la grazia:
- l'esposizione delle Sacre Scritture per l'istruzione e l'edificazione personale;
- lo studio privato della Bibbia;
- la preghiera, attraverso la quale si intrattiene il rapporto con Dio, facendo esperienza della Sua presenza e ci si apre ai Suoi propositi e potenza;
- la comunione con altri cristiani nel culto e nella testimonianza.
- la partecipazione al sacramento della frazione del pane, che Cristo stesso ha istituito e comandato ai Suoi discepoli di osservare ("...erano perseveranti nell'ascoltare l'insegnamento degli apostoli e nella comunione fraterna, nel rompere il pane e nelle preghiere" Atti 2:42).

## L'uso dei mezzi della grazia
Le Sacre Scritture esortano a fare uno dei mezzi della grazia in modo corretto, con fede e gratitudine, altrimenti si trasformano da mezzi della grazia a mezzi di condanna. Lo scopo della venuta di Cristo, per esempio, non è per giudicare, ma per salvare il mondo. La persona, però, che nell'incredulità respinge Cristo e il suo insegnamento, non è salvata, ma giudicata da Cristo ("Se uno ode le mie parole e non le osserva, io non lo giudico; perché io non son venuto a giudicare il mondo, ma a salvare il mondo. Chi mi respinge e non riceve le mie parole, ha chi lo giudica; la parola che ho annunciata è quella che lo giudicherà nell'ultimo giorno" Giovanni 12:47,48). L'Evangelo non solo dev'essere udito, ma anche creduto (Giovanni 5:24; 1 Giovanni 5:13; Romani 10:9-14).
Allo stesso modo, il sacramento della frazione del pane (chiamato anche Cena del Signore, Comunione o Eucaristia), è stata istituita da Cristo come mezzo di grazia, e lo è per tutti coloro che lo ricevono con fede nel Salvatore, morto sulla croce per i peccatori. Una tale persona "mangia" veramente la carne di Cristo e "beve" il Suo sangue (Giovanni 6:35-52-58). Per coloro, però, che lo ricevono in modo indegno, dice la Bibbia: "Perciò, chiunque mangerà il pane o berrà dal calice del Signore indegnamente, sarà colpevole verso il corpo e il sangue del Signore. Ora ciascuno esamini sé stesso, e così mangi del pane e beva dal calice; 29 poiché chi mangia e beve, mangia e beve un giudizio contro sé stesso, se non discerne il corpo del Signore" (1Corinzi 11:27-29).
Di conseguenza non è lecito immaginare che questo sacramento (come pure il battesimo, o l'udire l'Evangelo, o partecipare ad una comunità cristiana) sia automaticamente un mezzo di grazia per coloro che lo ricevono, senza considerare la loro disposizione interiore, come se bastasse il solo riceverlo per garantirsi la grazia. È in questo senso che l'apostolo Paolo parla della diversa valenza dello stesso Evangelo: "Ringraziamo Dio che ... per mezzo di noi diffonde ovunque, come un profumo, la conoscenza di Cristo. Siamo infatti come il profumo dell'incenso offerto a Dio da Cristo, e lo siamo tanto per quelli che sono sulla via della salvezza come per quelli che vanno verso la perdizione. Per questi ultimi è un odore di morte che procura la morte. Per quelli che sono sulla via della salvezza è invece un odore di vita che dà la vita" (2 Corinzi 2:14-16 TILC).

## Termini collegati
- Grazia
- Sacramenti
- Predicazione